# Folkerepublikken Korea
|  | må ikke forveksles med Den Demokratiske Folkerepublik Korea |
Folkerepublikken Korea var et kortlivet forsøg på at etablere en overgangsregering for at tage kontrollen over Korea efter Japans kapitulation og afslutningen af den 2. verdenskrig. Den var i virksomhed ved månedsskiftet august/september 1945 frem til United States Army Military Government in Korea blev etableret af USA. Efter det opererede folkerepublikken uofficielt og i opposition til det amerikanske militærstyre. Organisationen blev tvunget til at lade sig opløse i januar 1946.

## Etablering
General Nobuyuki Abe var den sidste japanske generalguvernør af Korea. Han havde været i kontakt med flere indflydelsesrige koreanere siden starten af august 1945 for at forberede en koreansk magtovertagelse, men også for at sikre sin egen og andre japaneres sikkerhed og ejendom efter som den japanske tilstedeværelse nu så ud til at være ovre. Den 15. august 1945 accepterede Yuh Woon-hyung at overtage generalguvernørens styre og at lede forberedelsene for at etablere en ny nation.
Yuh organiserede Komiteen for forberedelser til Koreansk uafhængighed og folkekomiteer over hele landet for at forberede overgangen til uafhængighed. Den 28. august annoncerede komiteen, at den ville fungere som en midlertidig koreansk regering. Yuh arbejdede hårdt på at etablere de nødvendige myndighedsorganer og den 6. september 1945 samledes flere koreanske repræsentanter i Seoul for at lægge grunden for den moderne koreanske nation. Yoh proklamerede den nye Folkerepublik Korea og blev vicestatsminister. Allerede i oktober trak han sig efter pres fra USAs militære myndigheder og organiserede der efter og blev leder af Koreas folkeparti.
Regeringen i Folkerepublikken Korea var domineret af politikere fra venstresiden, mange havde kæmpet mod den japanske tilstedeværelse og identificerede sig med kommunisternes syn på imperialisme og kolonialisme.

## Program
Folkerepublikkens program blev fremlagt den 14. september i form af 27 punkter. Det inkluderede konfiskation uden kompensation af land ejet af japanere og koreanske kollaboratører, gratis fordeling af landarealet til bønderne, lejebegrænsninger på landarealet som ikke blev distribueret, nationalisering af vigtige bedrifter og industrier så som minedrift, transport, bankvæsenet og kommunikation, statslig overvågning af små og mellemstore bedrifter, garanterede mindstekrav til menneskerettigheder og friheder, herunder ytringsfrihed, pressefrihed, forsamlingsfrihed og trosfrihed, almen stemmeret til alle over 18 år, ligestilling, arbejdsreformer som 8-timers arbejdsdag og mindsteløn, forbud mod børnearbejde, etablering af tætte forbindelser med USA, Sovjetunionen, Storbritannien og Kina, og en positiv opposition mod udenlandsk indblanding i indre forhold.

## Udviklingen i nord
Nord for den 38. breddegrad blev folkerepublikkens lokale struktur beholdt under den sovjetiske okupation og dannet efterhånden basis for den moderne nordkoreanske partistruktur.

## Udviklingen i syd
Kort tid efter, at de første amerikanske styrker gik i land i Incheon i september, tog United States Army Military Government in Korea kontrol over Korea syd for 38. breddegrad. Militærstyret lagde sig ud med folkerepublikken med et miltærdekret, i hovedsagen på grund af mistanker om at organisationen var kommunistisk. Nogen lokale enheder af folkerepublikken opretholdt aktiviteten i Jeolla-regionen og på øen Jeju. Disse enheder samt hærgende bander af unge anti-kommunister, bidrog til spændingerne, som til sidst fik udløb i Jeju-massakren i 1948, hvor mellem 14.000 og 60.000 personer blev dræbt.

## Udviklingen i landet
Tidlig i november blev National Council of Korean Labor Unions NCKLU) etableret, og denne gav sin støtte til folkerepublikken og folkerepublikkens program. I december gav National League of Peasant Unions, Korean Democratic Youth League og Women's League også sin støtte til republikken. Det amerikanske militærstyre tvang til sidst Folkerepublikken Korea til at opløse sig selv i januar 1946.